# Chileense Burgeroorlog (1829-1830)
De Chileense Burgeroorlog van 1829—1830 (Spaans: Guerra Civil de 1829-1830) was een gewapend conflict tussen de conservatieve Pelucones en de liberale Pipiolos. De burgeroorlog eindigde in de nederlaag van de Pipiolos. De grote overwinning van de Pelucones leidde tot de aanvaarding van een nieuwe grondwet in 1833 die voorzag in presidentieel systeem en een centraal geregeerde staat. Deze grondwet bleef tot aan de staatshervorming van 1925 van kracht.

## Achtergrond

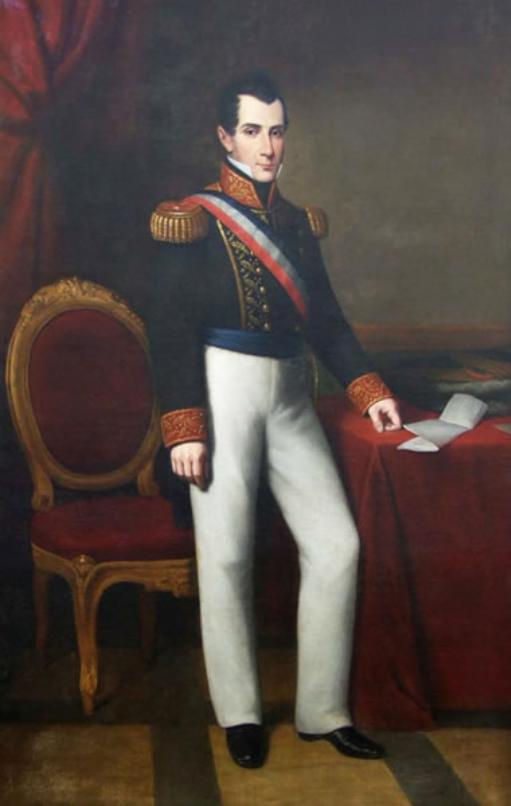
Generaal José Joaquín Prieto (1786-1854), leider van de Pelucones

De oorzaak van het conflict gaan terug op de tegenstellingen tussen conservatieven en liberalen. De conservatieven waren voorstander van een sterk uitvoerend presidentschap en tegenstander waren van de autonomie van de regio's - een minderheid was overigens federalist - en het behoud van de machtspositie van de Rooms-Katholieke Kerk. De conservatieven stonden positief tegenover de koloniale machtsapparaat. De conservatieven werden aangeduid als Pelucones dat "grote pruiken" betekent: een verwijzing naar de oude koloniale elite die zich in de achttiende eeuw naar Europese mode met pruiken tooide. Hun nazaten hadden weliswaar tijdens de Chileense Onafhankelijkheidsoorlog gestreden aan de zijde van de vrijheidsstrijders, maar zagen met de verdrijving van de Spaanse koloniale macht hun doel bereikt. De Pelucones waren van aristocratische komaf en hun positie versterkte aanmerkelijk toen de aanhangers van oud-president Bernardo O'Higgins (o'higginistas) zich aan hun zijde schaarden. De liberalen daarentegen waren voorstander van meer hervormingen. Zij wilden een versterking van de wetgevende macht en een uitgebreide autonomie voor de regio's (federalisme). Zij zagen in de Verenigde Staten van Amerika hun lichtend voorbeeld - een schikbeeld voor de conservatieven die de VS associeerden met protestantisme en nieuwlichterij. De liberalen behoorden voor een deel tot de oude aristocratie, maar men trof ook de opkomende middenklasse en de gezeten burgerij in hun midden. De liberalen waren voorstander van een beteugeling van de macht van de Kerk en streefden naar godsdienstvrijheid. Sommigen van hen wilden een scheiding van kerk en staat doorvoeren, anderen vonden dat echter te ver gaan. De geuzennaam van de liberale federalisten was Pipiolos, wat "jonge naïevelingen" of "jonge mensen zonder enige ervaring" betekent. Zij vormden overigens geen homogene groep.

In de twintiger jaren van de negentiende eeuw waren de Pipiolos aan de macht. Hun leiders waren de presidenten Ramón Freire (1823-1827) Francisco Antonio Pinto (1827-1829). Beide heren waren overigens ook militair en konden rekenen op de steun van een deel van de officieren. De invloed van de Pelucones nam echter toe in de personen van de generaals José Joaquín Prieto Vial en Manuel Bulnes Prieto die eveneens op de steun van een deel het officiercorps konden rekenen.

## Revolutie van 1829
Bij de presidentsverkiezingen van mei 1829 werden gewonnen door de zittend president Francisco Antonio Pinto. De grondwet die een jaar eerder was aangenomen bepaalde dat de kandidaat die tweede was geëindigd vicepresident zou worden. President en vicepresident zouden de macht moeten delen. Het Nationaal Congres van Chili dat gedomineerd werd door de Pipiolos wilde echter de liberale federalist José Joaquín Vicuña, die slechts vierde was geworden, aanwijzen als de nieuwe vicepresident. Degenen die in aanmerking kwam waren echter de conservatieve centralisten Francisco Ruiz-Tagle (die tweede eindigde) of generaal José Joaquín Prieto Vial (die derde eindigde). Het Congres, dat de ernst van de situatie inzag, benoemde uiteindelijk de voorzitter van de Senaat, de machtige liberaal Joaquín Vicuña tot vicepresident De conservatieven weigerden Vicuña te accepteren als de nieuwe vicepresident en Prieto verzamelde een leger om zich heen om gewapenderwijs de macht in handen te krijgen.
President Pinto besloot om op 14 juli 1829 zijn ambt neer te leggen en werd opgevolgd door Joaquín Vicuña die nu officieel waarnemend president werd.
In november 1829 pleegden de generaals Prieto en Bulnes een staatsgreep en wisten verschillende provincies achter zich te krijgen. De regering in Santiago bleef echter in het zadel. Prieto liet daarop zijn manschappen naar Santiago marcheren. Op 7 december sloegen zij hun kamp op vlak voor de hoofdstad. De regering raakte in paniek en president Vicuña en zijn minister namen de wijk naar Coquimbo. Op 14 december versloeg het leger van generaal Prieto het regeringsleger onder leiding van Francisco de la Lastra bij de slag bij Ochagavía. In de tussentijd waren president Vicuña en zijn ministers door het opstandelingenleger in Coquimbo gearresteerd. Nadien werd er een wapenstilstand gesloten tussen de strijdende partijen.
Gedurende enkele weken was Chili zonder regering, totdat op 24 december 1829 een junta (Junta de Gobierno) werd gevormd. Deze junta bestond uit drie leden en stond onder leiding van de neutrale politicus José Tomás Ovalle y Bezanilla en bleef tot 18 februari 1830 aan de macht. Op die datum werd de macht overgedragen aan Francisco Ruiz-Tagle, een conservatief, die waarnemend president werd. President Ruiz-Tagle liet liberale generaals uit het leger verwijderen, waardoor de spanningen in het land opnieuw toenamen. Toen het wederom tot een gewelddadige uitbarsting kwam werd Ruiz-Tagle gedwongen om af te treden en werd op 1 april 1830 als waarnemend president vervangen door Ovalle, de eerdere voorzitter van de Junta.
Generaal Freire besloot zich echter niet aan de wapenstilstand te houden en trok naar het noorden van het land waar hij een leger op de been wist te brengen. Op 17 april werd hij echter bij de slag bij Lircay, in de buurt van Talca, verslagen. Freire was na deze nederlaag gedwongen om in ballingschap te gaan in Peru. Het was hem later toegestaan om weer naar Chili terug te keren.

## Nasleep
Na de slag bij Lircay kwam er een einde aan de burgeroorlog. Het bleef echter nog geruime tijd instabiel. Waarnemend president Ovalle had een slechte gezondheid, hij had tbc. Op 8 maart 1831 zag hij zich gedwongen om af te treden en plaats te maken voor Fernando Errázuriz Aldunate. De belangrijkste taak van de nieuwe waarnemend president was het organiseren van nieuwe presidentsverkiezingen die op 2 juni 1831 werden gehouden. De verkiezingen werden gewonnen door generaal Prieto. Het vicepresidentschap ging naar Diego Portales. Belangrijkste wapenfeit van de nieuwe president was de instelling van een grondwetgevende commissie die in 1833 een nieuwe grondwet presenteerden. Deze grondwet, die de macht van de president aanzienlijk vergrootte en een einde maakte aan de relatieve autonomie van de regio's, bleef tot aan de staatshervorming van 1925 van kracht.
De Pelucones vormden in 1836 de Partido Conservador (Conservatieve Partij). De Pipiolos vormden in 1849 de Partido Liberal (Liberale Partij). Het mag ironisch genoemd worden dat de conservatieven en liberalen in 1966 - toen de verschillen tussen de beide partijen zo klein waren geworden - fuseerden tot de Partido Nacional.